# Josef Valentin Stieger
Josef Valentin Stieger (* 2. März 1807 in Bozen; † 13. Februar 1875 in Salzburg) war Advokat und Abgeordneter zum Österreichischen Abgeordnetenhaus.

## Leben
Josef Valentin Stieger war Sohn des gleichnamigen Propsteikellners und späteren Viktualienhändlers Josef Stieger († 1846). Er ging bis 1827 auf ein Gymnasium in Bozen und besuchte von 1828 bis 1829 Philosophische Jahrgänge. Von 1830 bis 1833 studierte er Rechtswissenschaft an der Universität Graz und promovierte dort 1835 zum Dr. iur. Seine berufliche Karriere begann er zunächst als Konzeptspraktikant an der Kammerprokuratur, dann wurde er Advokaturskonzipient in Graz. Ab dem Jahr 1841 war er Advokat in Judenburg und ab 1842 in Salzburg. Im Jahr 1855 wurde er Mitgründer und Rechtskonsulent der Salzburger Sparkasse. Er starb am 13. Februar 1875 im Alter von 67 Jahren an einem Lungenödem.
Er war von 1863 bis 1870 Mitglied im Salzburger Landtag (1. und 2. Wahlperiode) und war von 1849 bis 1860 auch Gemeinderat von Salzburg.
Er war römisch-katholisch und ab 1842 verheiratet mit Maria von Mayrhauser, mit der er zwei Töchter und fünf Söhne hatte, wobei zwei Söhne jung verstorben sind.

## Politische Funktionen
Mathias Neumayer war vom 20. Mai 1867 bis zum 21. Mai 1870 Abgeordneter des Abgeordnetenhauses im Reichsrat (II. Legislaturperiode) und war dort für die Kurie Großgrundbesitz, Städte außer Salzburg und Landgemeinden zuständig.

## Klubmitgliedschaften
Josef Valentin Stieger war im Jahr 1867 Mitglied im Herbst-Kaiserfeld'schen Klub. Ab dem 4. Oktober 1867 war er im Klub der Linken und ab dem 27. Januar 1869 im Klub der neuen Linken.